# Vuelta al Perú
La Vuelta al Perú, también conocida como Vuelta Ciclística al Perú es una carrera ciclista aficionada por etapas que se ha realizado en Perú.

## Palmarés
| Año  | Ganador        | Segundo          | Tercero         |
| ---- | -------------- | ---------------- | --------------- |
| 2005 | Gustavo Ríos   | Jorge Bustamante | José Valverde   |
| 2007 | Jorge Giacinti | Andrei Sartassov | Marco Arriagada |
| 2015 | César Gárate   | Alonso Gamero    | Hugo Ruiz       |
| 2016 | André González |                  |                 |
| 2017 | Alain Quispe   | Alonso Gamero    | Renado Tapia    |
| 2018 | Javier Arando  | John Lozada      | Federico Muñoz  |
| 2019 | Royner Navarro | Hugo Ruiz        | Andy Limaylla   |

## Palmarés por países
| País      | Victorias |
| --------- | --------- |
| Perú      | 5         |
| Argentina | 1         |
| Bolivia   | 1         |